# باواریا (ویسکانسین)
باواریا (به انگلیسی: Bavaria) یک منطقهٔ مسکونی در ایالات متحده آمریکا است که در سامیت واقع شده‌است. باواریا ۴۹۱٫۹۵ متر بالاتر از سطح دریا واقع شده‌است.